# 馬爾茲峰

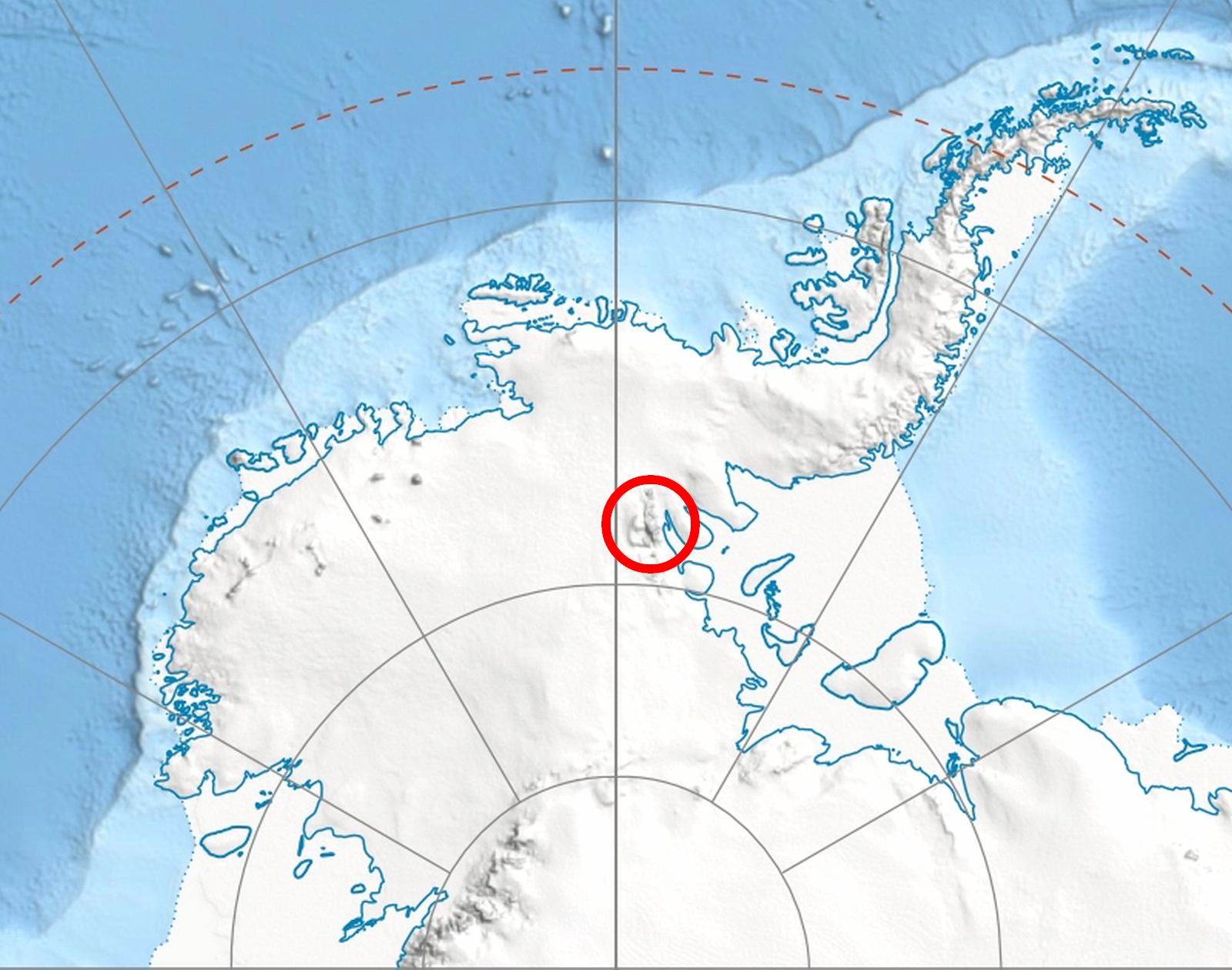

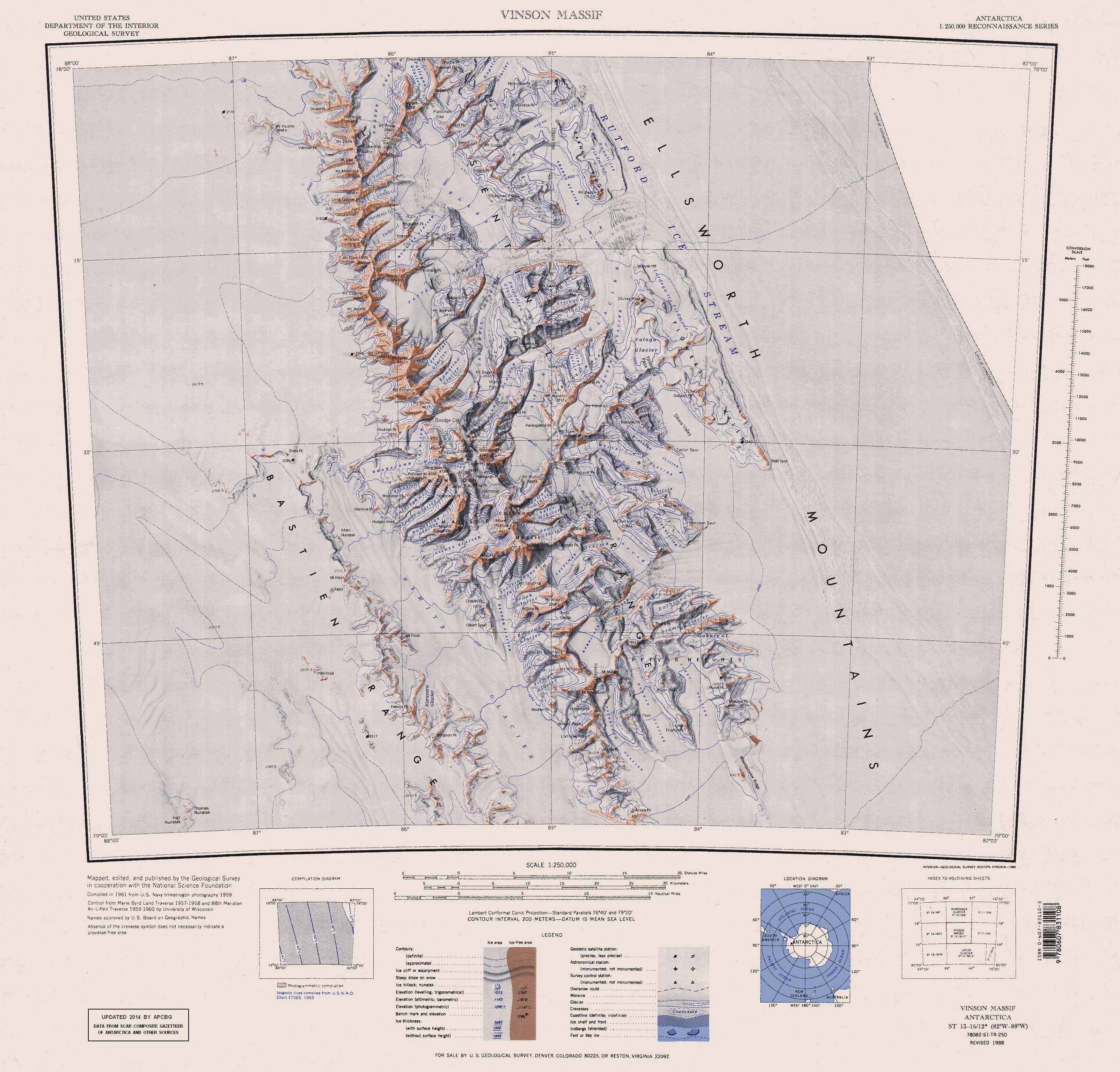

馬爾茲峰是南極洲的山峰，位於埃爾斯沃思地，屬於埃爾斯沃思山脈中森蒂納爾嶺的一部分，處於韋斯貝歇冰川和哈德曼冰川之間，美國地質調查局根據測量和該國海軍的空中照片繪入地圖。

## 外部連結
- SCAR Composite Antarctic Gazetteer （页面存档备份，存于）

78°52′S 84°30′W / 78.867°S 84.500°W